# Nasalització vocàlica
La nasalització vocàlica és un fenomen que es dona en fonètica i que fa que una vocal es pronunciï nasalment.
En termes generals, les vocals poden ser orals o nasals: rarament hi ha una posició intermèdia (i si hi és, els parlants no la perceben).
- Vocals orals

En el moment de general una vocal oral, el canal rinofaringi és tancat, de tal manera que l'aire no pot passar cap a la cavitat nasal: això fa que aquesta cavitat no actuï com a ressonador (és com si no existís).
- Vocals nasals

En el moment de general una vocal nasal, el canal rinofaringi és obert, de tal manera que part de l'aire passa cap a la cavitat nasal: això fa que aquesta cavitat actuï com a ressonador.
En català totes les vocals són orals. Excepcionalment, són nasals les vocals precedides i seguides per una consonant nasal, en mots com nan, nen, nin, non, mundial, menjar, banyen. Aquesta nasalització no és percebuda pels parlants, en tant que no té valor fonològic.
En francès i en galaicoportuguès existeixen vocals nasals amb valor fonològic.